# Aulonium bidentatum
Aulonium bidentatum là một loài bọ cánh cứng trong họ Zopheridae. Loài này được Fabricius miêu tả khoa học năm 1801.